# Vasculum

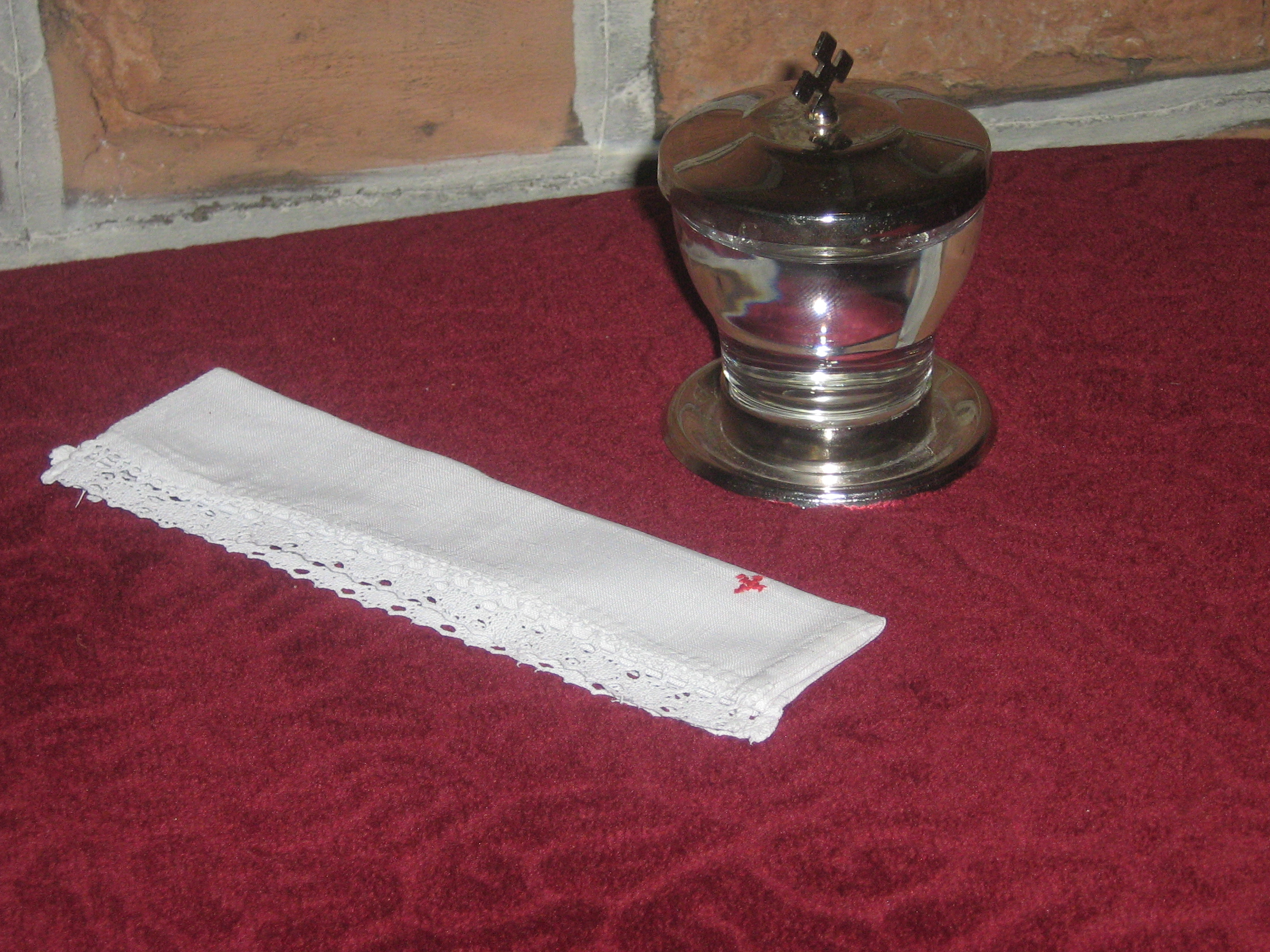
Vasculum i ręczniczek do wycierania palców

Vasculum albo waskulum albo wasculum (łac. małe naczynko) – naczynie liturgiczne z wodą, zazwyczaj stojące przy tabernakulum. Służy do obmywania (ablucji) palców przez szafarza po udzieleniu Komunii świętej, bądź umieszczenia w nim drobnych okruszków, bądź upadłej Hostii świętej, która rozpuszcza się w znajdującej się w nim wodzie.